# Mike Sserumaga
Michael Sserumagga (Kampala, 3 de agosto de 1989) es un futbolista profesional ugandés. 

## Carrera
Inició su carrera en el Police Jinja de la Superliga de Uganda en el 2007, antes de ser transferido ese mismo año al equipo juvenil del Helsingborgs IF. Fue promovido al equipo mayor en el 2008. Sin embargo, durante una session de entrenamiento con el Club KB Lions de Uganda sufrió una severa lesión en el tobillo que lo dejó casi un año fuera de las canchas, lo que supuso que el Helsingbors le rescindiera el contrato por poco profesionalismo. 
En septiembre de 2009 Sserumagga firmó un contrato de un año con el Uganda Revenue Authority SC con el fin de rehabilitarse para ganar forma nuevamente y poder retornar a Europa. Luego, el equipo Bunamwaya SC, a fin de reforzar su plantilla, contrató a Sserumaga y al lateral izquierdo Godfrey Walusimbi.
Sserumaga, que venía haciendo entrenamientos con el Mamelodi Sundowns en Sudáfrica, suscribió un contrato con el Bunamwaya SC por los siguientes seis meses. El 23 de diciembre de 2010, fue suspendido tres meses por el club Bunamwaya SC, dado su negativa a salir como suplente en los partidos contra el Fire Masters y el Proline.
En febrero de 2011 se integró al equipo ruandés Rayon Sport.

## Internacional
Su debut para Uganda se dio el 8 de junio de 2008 en un partido contra Benín.